# Koza Mostra
Koza Mostra – grecki zespół muzyczny założony w 2011 roku. Reprezentant Grecji (razem z Agatonasem Jakowidisem) w 58. Konkursie Piosenki Eurowizji w 2013 roku.

## Historia zespołu
Na początku lutego 2013 roku grecki nadawca publiczny Ellinikí Radiofonía Tileórasi (ERT) oraz telewizja MAD TV opublikowali tytuły czterech piosenek mających szansę reprezentowania Grecji podczas 58. Konkursu Piosenki Eurowizji organizowanego w Malmö w maju tego samego roku. Wśród nich znalazł się utwór „Alcohol Is Free” zespołu Koza Mostra, nagrany z gościnnym udziałem greckiego wokalisty Agatonasa Jakowidisa, osadzony w klimacie bałkańskim, z wyraźnym zaakcentowaniem charakterystycznych dla regionu instrumentów. 18 lutego odbył się finał selekcji, które dzięki 36% poparciu telewidzów i głosach komisji jurorskiej wygrała Koza Mostra.
W marcu 2013 roku ukazał się debiutancki album zespołu zatytułowany Keep Up the Rhythm wydany pod szyldem wytwórni Platinum Records. 16 maja formacja zaprezentowała się jako dziewiąta w kolejności podczas drugiego finału Konkursu Piosenki Eurowizji organizowanego w Malmö. Zakwalifikował się do finału, zajmując 2. miejsce ze 121 punktami na koncie. W rundzie finałowej grupa otrzymała 152 punkty, które przełożyły się na 6. miejsce w ogólnej klasyfikacji.

## Członkowie
W skład Koza Mostra wchodzi sześciu muzyków:
- Ilias Kozas – śpiew
- Aleksis Archondis – perkusja
- Stelios Siomos – gitara
- Dimitris Christonis – gitara basowa
- Christos Kalaindzopulos – akordeon
- Wasilis Nalmbandi – trąbka.

## Dyskografia

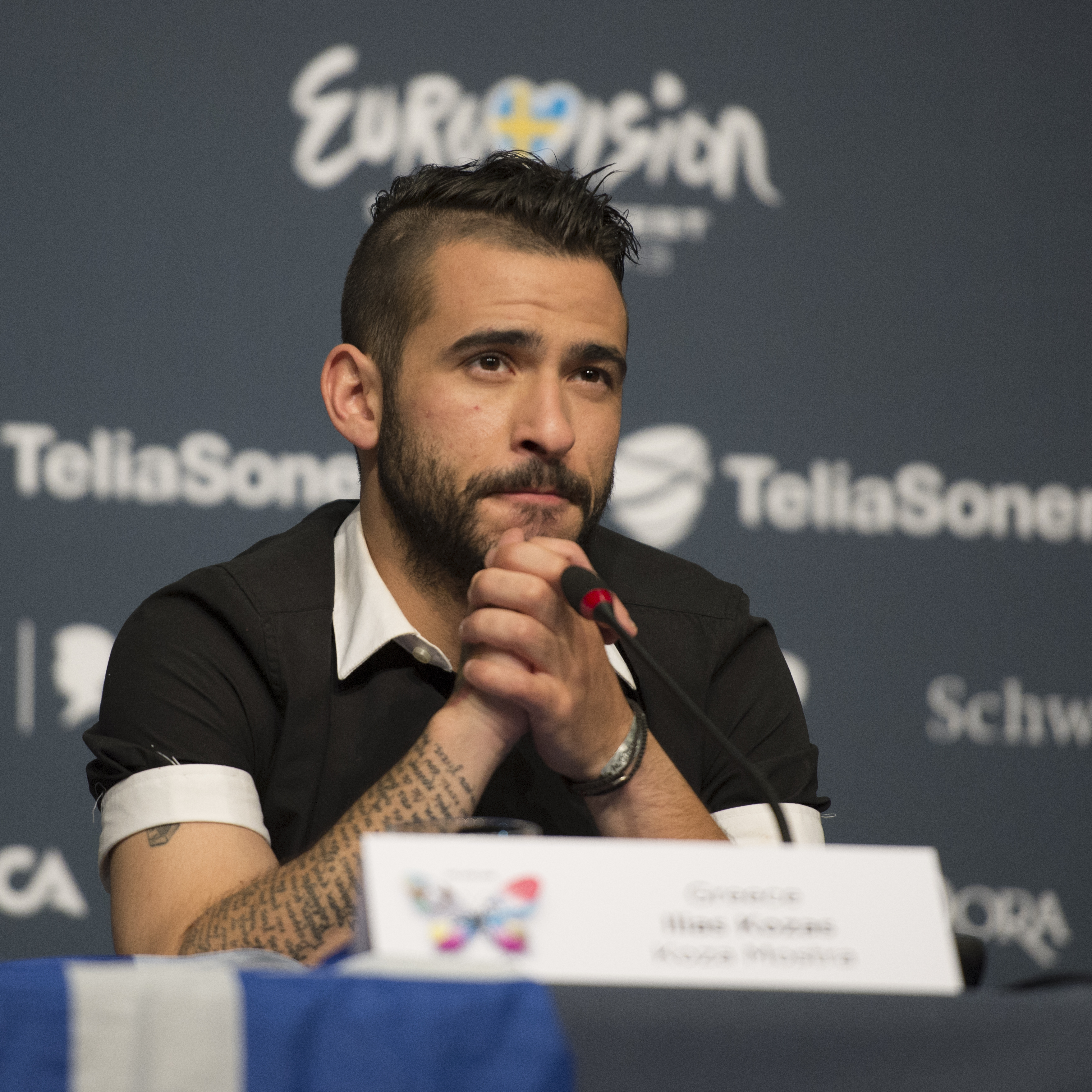
Wokalista zespołu – Ilias Kozas

### Albumy
| Rok  | Tytuł              | Szczegóły                                                                            |
| ---- | ------------------ | ------------------------------------------------------------------------------------ |
| 2013 | Keep Up the Rhythm | - Wydany: 22 marca 2013 - Wytwórnia: Platinum Records - Format: CD, digital download |

### Single
| Rok  | Tytuł                                       | Najwyższa pozycja | Album              |
| Rok  | Tytuł                                       | NL                | Album              |
| ---- | ------------------------------------------- | ----------------- | ------------------ |
| 2012 | „Me Trela”                                  | –                 | –                  |
| 2012 | „Desire”                                    | –                 | –                  |
| 2012 | „Tora/Me Trela” (feat. Dimos Anastasiadis)  | –                 | –                  |
| 2013 | „Alcohol Is Free”(feat. Agatonas Jakowidis) | 95                | Keep Up the Rhythm |